# Morti nel 1926
| Questa pagina contiene informazioni ricavate automaticamente dalle voci biografiche con l'ausilio del template Bio e di un bot. L'aggiornamento è periodico e automatico e ricostruisce completamente la pagina. Se manca una persona in questa lista, sei pregato di non aggiungerla, ma accertati piuttosto che la sua voce biografica contenga il template Bio e che i dati anagrafici siano correttamente compilati. Se il template Bio manca, inseriscilo tu stesso o, in alternativa, metti l'avviso {{tmp\|Bio}} che ne segnala la mancanza. Se i dati riportati sono sbagliati, correggi direttamente la voce biografica; le modifiche saranno visibili in questa lista entro pochi giorni. Per chiarimenti vedi il progetto biografie. La lista contiene solo le 559 persone che sono citate nell'enciclopedia e per le quali è stato implementato correttamente il template Bio. Pagina aggiornata al 18 ago 2025. |

## Gennaio(41)
- 1º gennaio - Jean-Auguste Brutails, storico, archivista e paleografo francese (n. 1859)
- 1º gennaio - Emilio Stramucci, architetto italiano (n. 1845)
- 4 gennaio - Margherita di Savoia, regina (n. 1851)
- 4 gennaio - Franz Stockhausen, direttore d'orchestra tedesco (n. 1839)
- 5 gennaio - Edward Granville Browne, iranista britannico (n. 1862)
- 5 gennaio - Giuseppe Jung, matematico italiano (n. 1845)
- 6 gennaio - Giovanni Genocchi, presbitero e missionario italiano (n. 1860)
- 6 gennaio - Henri Hérouin, arciere francese (n. 1876)
- 6 gennaio - Coriolano Ponza di San Martino, generale, politico e saggista italiano (n. 1842)
- 7 gennaio - Domenico Capello, calciatore italiano (n. 1888)
- 7 gennaio - Paul Cassirer, collezionista d'arte tedesco (n. 1871)
- 8 gennaio - Carlo Carignani, generale italiano (n. 1857)
- 9 gennaio - Alessandro Biggi, politico e scultore italiano (n. 1848)
- 10 gennaio - Eino Leino, poeta e scrittore finlandese (n. 1878)
- 10 gennaio - Mathias Mongenast, politico lussemburghese (n. 1843)
- 14 gennaio - René Boylesve, scrittore francese (n. 1867)
- 15 gennaio - Giambattista De Curtis, pittore e poeta italiano (n. 1860)
- 15 gennaio - Louis Majorelle, ebanista e designer francese (n. 1859)
- 15 gennaio - Enrico Toselli, compositore italiano (n. 1883)
- 15 gennaio - Eugeniusz Zak, pittore polacco (n. 1884)
- 16 gennaio - Thomas Gibson-Carmichael, I barone Carmichael, politico e funzionario britannico (n. 1859)
- 19 gennaio - Luigi Vittorio Bertarelli, geografo e speleologo italiano (n. 1859)
- 19 gennaio - Leopoldo Eleuteri, militare e aviatore italiano (n. 1894)
- 20 gennaio - Charles Montagu Doughty, poeta, scrittore e viaggiatore inglese (n. 1843)
- 21 gennaio - Camillo Golgi, scienziato e medico italiano (n. 1843)
- 21 gennaio - Umberto Meazza, calciatore, allenatore di calcio e arbitro di calcio italiano (n. 1880)
- 22 gennaio - Hendrik Thyssen, compositore e direttore d'orchestra olandese (n. 1862)
- 23 gennaio - Désiré-Joseph Mercier, cardinale, arcivescovo cattolico e filosofo belga (n. 1851)
- 24 gennaio - Johannes Metger, scacchista tedesco (n. 1850)
- 25 gennaio - James Earp, imprenditore statunitense (n. 1841)
- 26 gennaio - Carlos Schwabe, pittore e incisore tedesco (n. 1866)
- 27 gennaio - Louis Georges Gouy, fisico francese (n. 1854)
- 27 gennaio - Giuseppe Orlando, ingegnere italiano (n. 1855)
- 28 gennaio - Katō Takaaki, politico giapponese (n. 1860)
- 28 gennaio - Kaufmann Kohler, rabbino e teologo tedesco (n. 1843)
- 28 gennaio - Ernest Troubridge, ammiraglio britannico (n. 1862)
- 29 gennaio - Ángeles López de Ayala, scrittrice, giornalista e attivista spagnola (n. 1856)
- 30 gennaio - Barbara La Marr, attrice, sceneggiatrice e ballerina statunitense (n. 1896)
- 30 gennaio - Harold M. Shaw, regista e attore statunitense (n. 1877)
- 31 gennaio - Giovanni Beltrami, pittore, illustratore e critico d'arte italiano (n. 1860)
- 31 gennaio - Luigi Talamoni, presbitero italiano (n. 1848)

## Febbraio(47)
- 2 febbraio - Eugenio Faina, politico e militare italiano (n. 1846)
- 2 febbraio - Emilio Marsili, scultore italiano (n. 1841)
- 2 febbraio - Vladimir Aleksandrovič Suchomlinov, generale russo (n. 1848)
- 3 febbraio - Johannes Lepsius, missionario, orientalista e filantropo tedesco (n. 1858)
- 4 febbraio - Salvatore Sciuto Patti, ingegnere e architetto italiano (n. 1877)
- 4 febbraio - Adolphe Willette, pittore e illustratore francese (n. 1857)
- 5 febbraio - Antonio De Zolt, matematico italiano (n. 1847)
- 5 febbraio - André Gedalge, compositore e insegnante francese (n. 1856)
- 6 febbraio - Luigi Sessa, calciatore e arbitro di calcio italiano (n. 1886)
- 6 febbraio - Wolf Wilhelm Friedrich von Baudissin, teologo tedesco (n. 1847)
- 7 febbraio - Paolo Castelnuovo, imprenditore italiano (n. 1861)
- 7 febbraio - William Evans Hoyle, zoologo britannico (n. 1855)
- 8 febbraio - William Bateson, genetista britannico (n. 1861)
- 9 febbraio - Alfredo Campanini, architetto e imprenditore italiano (n. 1873)
- 9 febbraio - Vincenzo Giura, orafo, gioielliere e politico italiano (n. 1847)
- 9 febbraio - Larisa Michajlovna Rejsner, scrittrice e rivoluzionaria sovietica (n. 1895)
- 10 febbraio - Leone Carmana, militare italiano (n. 1894)
- 10 febbraio - Giovanni Vieri, patriota e tipografo italiano (n. 1847)
- 11 febbraio - Frédéric Montenard, pittore francese (n. 1849)
- 12 febbraio - Vettor Giusti del Giardino, politico e nobile italiano (n. 1855)
- 12 febbraio - René Worms, sociologo francese (n. 1869)
- 13 febbraio - Edmund Dalbor, cardinale e arcivescovo cattolico polacco (n. 1869)
- 13 febbraio - Francis Ysidro Edgeworth, matematico e economista britannico (n. 1845)
- 14 febbraio - Johann Jakob Bausch, ottico e imprenditore tedesco (n. 1830)
- 14 febbraio - Juan Benlloch y Vivó, cardinale e arcivescovo cattolico spagnolo (n. 1864)
- 14 febbraio - Ernestina Paper, medica italiana (n. 1846)
- 15 febbraio - Gabriel Delanne, parapsicologo francese (n. 1857)
- 16 febbraio - Giuseppe Allamano, presbitero italiano (n. 1851)
- 16 febbraio - Piero Gobetti, giornalista, filosofo e editore italiano (n. 1901)
- 17 febbraio - Jan Cieplak, arcivescovo cattolico polacco (n. 1857)
- 17 febbraio - Louisa Thiers, supercentenaria statunitense (n. 1814)
- 18 febbraio - Thérèse Peltier, scultrice e aviatrice francese (n. 1873)
- 20 febbraio - Georg Friedrich Knapp, economista tedesco (n. 1842)
- 21 febbraio - Thereza Dillwyn Llewelyn, astronoma gallese (n. 1834)
- 21 febbraio - Heike Kamerlingh Onnes, fisico olandese (n. 1853)
- 22 febbraio - Bertha Wegmann, pittrice danese (n. 1847)
- 23 febbraio - Attilio Hortis, patriota, storico e politico italiano (n. 1850)
- 23 febbraio - Carlo Turano, avvocato e politico italiano (n. 1864)
- 24 febbraio - Eddie Plank, giocatore di baseball statunitense (n. 1875)
- 25 febbraio - Calcedonio Inghilleri, politico italiano (n. 1836)
- 27 febbraio - Augusto Silj, cardinale italiano (n. 1846)
- 27 febbraio - Elena Teodorini, mezzosoprano e soprano rumena (n. 1857)
- 27 febbraio - Olga Wisinger-Florian, pittrice austriaca (n. 1844)
- 28 febbraio - Alphonse Louis Nicolas Borrelly, astronomo francese (n. 1842)
- 28 febbraio - Giulio Branca, scultore italiano (n. 1850)
- 28 febbraio - Giovanni Cagliero, cardinale, arcivescovo cattolico e compositore italiano (n. 1838)
- 28 febbraio - Gustav Otto, imprenditore, ingegnere e aviatore tedesco (n. 1883)

## Marzo(44)
- 1º marzo - Vittorino Cannavina, commediografo e politico italiano (n. 1861)
- 1º marzo - Camilo Pessanha, poeta portoghese (n. 1867)
- 1º marzo - C. Meyer Zulick, giurista e politico statunitense (n. 1839)
- 2 marzo - Victory Bateman, attrice statunitense (n. 1865)
- 2 marzo - Macario II, religioso e santo russo (n. 1835)
- 3 marzo - Julius Epstein, pianista croato (n. 1832)
- 3 marzo - Sidney Lee, scrittore e biografo britannico (n. 1859)
- 3 marzo - Eugenia Mantelli, mezzosoprano italiana (n. 1860)
- 4 marzo - Clarence Angier, golfista statunitense (n. 1853)
- 4 marzo - Eugenio Zaniboni, giornalista, germanista e traduttore italiano (n. 1871)
- 6 marzo - Carlo Avallone, ammiraglio italiano (n. 1850)
- 6 marzo - Alexander Carlisle, progettista britannico (n. 1854)
- 7 marzo - Aşıq Ələsgər, musicista e poeta azero (n. 1821)
- 8 marzo - Paul Billik, militare e aviatore tedesco (n. 1891)
- 8 marzo - Paul Matschie, zoologo tedesco (n. 1861)
- 9 marzo - Mathias Hynes, tiratore di fune britannico (n. 1883)
- 9 marzo - Mikao Usui, giapponese (n. 1865)
- 11 marzo - Maibelle Heikes Justice, romanziera e sceneggiatrice statunitense (n. 1871)
- 11 marzo - Charles Alfred Payton, diplomatico e dirigente sportivo inglese (n. 1843)
- 13 marzo - Shlomo Eliyashiv, rabbino e religioso lituano (n. 1841)
- 14 marzo - Cesare Alberti, calciatore italiano (n. 1904)
- 15 marzo - Dmitrij Andreevič Furmanov, scrittore russo (n. 1891)
- 15 marzo - Giuseppe Gradenigo, medico italiano (n. 1859)
- 15 marzo - Amerigo Guasti, attore italiano (n. 1872)
- 17 marzo - Aleksej Alekseevič Brusilov, generale russo (n. 1853)
- 20 marzo - Antonietta Brandeis, pittrice italiana (n. 1848)
- 20 marzo - Anatole Le Braz, poeta e traduttore francese (n. 1859)
- 20 marzo - Luisa di Svezia, regina svedese (n. 1851)
- 21 marzo - Michele Marcucci, pittore italiano (n. 1845)
- 21 marzo - Vittorio Puntoni, grecista e politico italiano (n. 1859)
- 23 marzo - Maurice Desvallières, commediografo francese (n. 1857)
- 24 marzo - Phan Châu Trinh, rivoluzionario e patriota vietnamita (n. 1872)
- 24 marzo - Sizzo di Schwarzburg, principe tedesco (n. 1860)
- 24 marzo - Ermanno Stradelli, esploratore, geografo e fotografo italiano (n. 1852)
- 26 marzo - Constantin Fehrenbach, politico tedesco (n. 1852)
- 26 marzo - Franz Kneisel, violinista e docente romeno (n. 1865)
- 27 marzo - Salvatore Marchesi, pittore italiano (n. 1852)
- 27 marzo - Georges Vézina, hockeista su ghiaccio canadese (n. 1887)
- 28 marzo - Luigi Filippo Roberto d'Orléans, esploratore e politico francese (n. 1869)
- 30 marzo - Narcisse Théophile Patouillard, micologo e farmacista francese (n. 1854)
- 31 marzo - Pablo de Escandón, generale, giocatore di polo e diplomatico messicano (n. 1856)
- 31 marzo - Ángel Flores, generale e politico messicano (n. 1883)
- 31 marzo - Eugenio Goglio, fotografo italiano (n. 1865)
- 31 marzo - Gian Emilio Malerba, pittore italiano (n. 1880)

## Aprile(46)
- 1º aprile - Jacob Pavlovič Adler, attore russo (n. 1855)
- 1º aprile - Carlo Marchesetti, archeologo, paleontologo e botanico italiano (n. 1850)
- 1º aprile - Heinrich Pesch, economista e sociologo tedesco (n. 1854)
- 3 aprile - Carlo Leone Reynaudi, militare e politico italiano (n. 1845)
- 4 aprile - Gustave Geffroy, letterato francese (n. 1855)
- 4 aprile - Carlo Guala, prefetto, magistrato e politico italiano (n. 1836)
- 4 aprile - Hjalmar Lundbohm, chimico e geologo svedese (n. 1855)
- 4 aprile - August Thyssen, imprenditore tedesco (n. 1842)
- 5 aprile - Washington Lindsey, politico e avvocato statunitense (n. 1862)
- 6 aprile - Celestino Usuelli, alpinista, pioniere dell'aviazione e dirigibilista italiano (n. 1877)
- 7 aprile - Giovanni Amendola, politico e giornalista italiano (n. 1882)
- 7 aprile - Guglielmo Brezzi, calciatore italiano (n. 1898)
- 9 aprile - Rogier Verbeek, geologo e paleontologo olandese (n. 1845)
- 10 aprile - Mario Seghesio, calciatore italiano (n. 1903)
- 11 aprile - André-Joseph Allar, scultore francese (n. 1845)
- 11 aprile - Luther Burbank, botanico statunitense (n. 1849)
- 12 aprile - Angelo Valle, politico italiano (n. 1851)
- 13 aprile - Henri Basset, orientalista e linguista francese (n. 1892)
- 13 aprile - Herman Liikanen, patriota finlandese (n. 1835)
- 14 aprile - Natale Bruni, arcivescovo cattolico italiano (n. 1856)
- 14 aprile - Gottfried Merzbacher, alpinista e geografo tedesco (n. 1843)
- 14 aprile - František Richard Osvald, letterato e presbitero slovacco (n. 1845)
- 15 aprile - Maurice Level, romanziere francese (n. 1875)
- 15 aprile - Antoine Magnin, botanico e medico francese (n. 1848)
- 15 aprile - Carl Arnold Ruge, patologo e ginecologo tedesco (n. 1846)
- 17 aprile - Julius Perathoner, politico austriaco (n. 1849)
- 18 aprile - Federico Tommaso Paolini, marinaio italiano (n. 1873)
- 18 aprile - Jan Szczepanik, inventore polacco (n. 1872)
- 19 aprile - Aleksandr Aleksandrovič Čuprov, statistico russo (n. 1874)
- 19 aprile - André Gaudin, canottiere francese (n. 1875)
- 20 aprile - Billy Quirk, attore statunitense (n. 1873)
- 22 aprile - Ferdinand von Lobkowitz, politico austro-ungarico (n. 1850)
- 23 aprile - Joseph Pennell, incisore, litografo e scrittore statunitense (n. 1857)
- 23 aprile - Theodore Roussel, pittore inglese (n. 1847)
- 24 aprile - Maria Giuseppina Benvenuti, religiosa sudanese
- 24 aprile - Jules Gilliéron, linguista e filologo svizzero (n. 1854)
- 24 aprile - Sunjong di Corea, imperatore coreano (n. 1874)
- 25 aprile - Ellen Key, scrittrice svedese (n. 1849)
- 25 aprile - Pierre Lienert, calciatore francese (n. 1898)
- 25 aprile - Giulio Masetti, pilota automobilistico e nobile italiano (n. 1894)
- 25 aprile - Nonce Louis Romanetti, criminale francese (n. 1882)
- 26 aprile - Sergej Filippovič Kovalik, rivoluzionario russo (n. 1846)
- 26 aprile - Bobby Leach, sportivo inglese (n. 1858)
- 27 aprile - Primo Tapia de la Cruz, sindacalista e anarchico messicano (n. 1885)
- 29 aprile - Rudolph Tesiny, lottatore statunitense (n. 1881)
- 30 aprile - Bessie Coleman, aviatrice statunitense (n. 1892)

## Maggio(55)
- 1º maggio - Franz Jüttner, illustratore e disegnatore tedesco (n. 1865)
- 1º maggio - Paolo Valera, giornalista e scrittore italiano (n. 1850)
- 3 maggio - Napoleone Vittorio Bonaparte, principe francese (n. 1862)
- 3 maggio - Knut Wicksell, economista svedese (n. 1851)
- 4 maggio - Silvio Bencini, pallonista italiano (n. 1880)
- 5 maggio - Franz von Soxhlet, chimico tedesco (n. 1848)
- 6 maggio - Herbert Miles, ufficiale inglese (n. 1850)
- 6 maggio - Edward Aleksander Raczyński, nobile e collezionista d'arte polacco (n. 1847)
- 6 maggio - Thomas Humphry Ward, scrittore e giornalista britannico (n. 1845)
- 7 maggio - Francesco Coppola, pedagogista e scrittore italiano (n. 1858)
- 7 maggio - Enrico Gemelli, attore teatrale e commediografo italiano (n. 1841)
- 7 maggio - Lillian Lawrence, attrice teatrale statunitense (n. 1868)
- 7 maggio - Howard Van Doren Shaw, architetto statunitense (n. 1869)
- 8 maggio - William Auguste Coolidge, alpinista statunitense (n. 1850)
- 10 maggio - Carl Hering, ingegnere statunitense (n. 1860)
- 10 maggio - Alton Brooks Parker, avvocato e politico statunitense (n. 1852)
- 10 maggio - Giacinto Menotti Serrati, politico e giornalista italiano (n. 1872)
- 10 maggio - Gustavo Simoni, pittore italiano (n. 1845)
- 12 maggio - Giacomo Calabria, magistrato e politico italiano (n. 1841)
- 14 maggio - Adolf Bergman, tiratore di fune svedese (n. 1879)
- 14 maggio - Cristiano Kraft di Hohenlohe-Öhringen, politico tedesco (n. 1848)
- 15 maggio - Albert Gilchrist, politico e militare statunitense (n. 1858)
- 16 maggio - Maria Borsa, cantante italiana (n. 1868)
- 16 maggio - Mehmet VI, sultano ottomano (n. 1861)
- 18 maggio - Tranquillo Bianco, attore italiano (n. 1883)
- 18 maggio - Bernard Pyne Grenfell, egittologo e papirologo inglese (n. 1869)
- 18 maggio - Lucien Herr, bibliotecario francese (n. 1864)
- 18 maggio - Nikolaus Szécsen von Temerin, diplomatico e politico austro-ungarico (n. 1857)
- 19 maggio - Mustapha Nador, cantante algerino (n. 1874)
- 20 maggio - Alberto Issel, pittore e imprenditore italiano (n. 1848)
- 20 maggio - Vittorio Pieri, attore teatrale italiano (n. 1854)
- 21 maggio - Ronald Firbank, scrittore britannico (n. 1886)
- 21 maggio - Adrien Guyon, schermidore francese (n. 1866)
- 21 maggio - Friedrich Kluge, filologo e lessicografo tedesco (n. 1856)
- 22 maggio - Vincenzo Severino, pittore italiano (n. 1859)
- 23 maggio - Hans von Koessler, compositore e direttore d'orchestra tedesco (n. 1853)
- 24 maggio - Robert Engels, pittore, incisore e illustratore tedesco (n. 1866)
- 24 maggio - Thomas Erskine Holland, giurista inglese (n. 1835)
- 24 maggio - Luigi Giacomelli, religioso italiano (n. 1839)
- 24 maggio - Salvatore Orlando, ingegnere e politico italiano (n. 1856)
- 25 maggio - Symon Petljura, politico e generale ucraino (n. 1879)
- 26 maggio - Cecilia Maria de Candia, scrittrice britannica (n. 1853)
- 26 maggio - Rinaldo Camillo Rousset, arcivescovo cattolico italiano (n. 1860)
- 26 maggio - Arthur Somerset, nobile britannico (n. 1851)
- 26 maggio - Şehzade Mehmed Abdülhalim, principe ottomano (n. 1894)
- 27 maggio - Michele Comella, pittore e fotografo italiano (n. 1856)
- 27 maggio - Srečko Kosovel, poeta e critico letterario sloveno (n. 1904)
- 27 maggio - Jesús Larraza, calciatore spagnolo (n. 1903)
- 28 maggio - James Cantlie, medico britannico (n. 1851)
- 28 maggio - Johann von Zwehl, generale tedesco (n. 1851)
- 29 maggio - Antonín Bennewitz, violinista, direttore d'orchestra e docente ceco (n. 1833)
- 29 maggio - Wilmot Fawkes, ammiraglio inglese (n. 1846)
- 30 maggio - Pier Enrico Astorri, scultore italiano (n. 1882)
- 30 maggio - Vladimir Andreevič Steklov, matematico russo (n. 1864)
- 31 maggio - Luigi Robecchi Bricchetti, geografo e esploratore italiano (n. 1855)

## Giugno(40)
- 2 giugno - William Boog Leishman, medico e generale scozzese (n. 1865)
- 4 giugno - Carolina Ferni, violinista e cantante lirica italiana (n. 1846)
- 4 giugno - Gerhard Hotz, chirurgo svizzero (n. 1880)
- 5 giugno - Kim Hyong-Jik, attivista coreano (n. 1894)
- 7 giugno - Nikolaj Semënovič Čcheidze, rivoluzionario e politico georgiano (n. 1864)
- 7 giugno - Vittorio Polacco, giurista e politico italiano (n. 1859)
- 8 giugno - Maria Teresa Chiramel Mankidiyan, religiosa indiana (n. 1876)
- 8 giugno - Emily Hobhouse, attivista britannica (n. 1860)
- 9 giugno - Sanford Ballard Dole, politico e giurista statunitense (n. 1844)
- 10 giugno - Camille Cavallier, imprenditore francese (n. 1854)
- 10 giugno - Antoni Gaudí, architetto spagnolo (n. 1852)
- 13 giugno - Matúš Dula, politico e avvocato slovacco (n. 1846)
- 14 giugno - Giuseppe Augusto Levis, pittore italiano (n. 1879)
- 14 giugno - Olinto Marinelli, geografo italiano (n. 1876)
- 14 giugno - Mary Cassatt, pittrice statunitense (n. 1844)
- 14 giugno - Windham Wyndham-Quin, IV conte di Dunraven e Mount-Earl, politico e giornalista irlandese (n. 1841)
- 16 giugno - Aurelio Padovani, militare, sindacalista e politico italiano (n. 1889)
- 17 giugno - Holger Rasmussen, regista e attore danese (n. 1870)
- 17 giugno - Fritz Schade, attore statunitense (n. 1880)
- 18 giugno - Carlos Baliño, scrittore e politico cubano (n. 1848)
- 18 giugno - Attilio Cevidalli, medico italiano (n. 1877)
- 18 giugno - Ol'ga Konstantinovna Romanova, nobile russa (n. 1851)
- 19 giugno - Fernand Portal, presbitero francese (n. 1855)
- 20 giugno - Lorne Currie, velista britannico (n. 1871)
- 21 giugno - Philip Burne-Jones, pittore britannico (n. 1861)
- 21 giugno - Marie Roze, soprano e docente francese (n. 1846)
- 21 giugno - Paul Souriau, filosofo francese (n. 1852)
- 22 giugno - Norman Garstin, pittore, insegnante e critico d'arte irlandese (n. 1847)
- 22 giugno - Charles Wollaston, calciatore inglese (n. 1849)
- 23 giugno - Friedrich von Georgi, generale austro-ungarico (n. 1852)
- 23 giugno - Jón Magnússon, politico islandese (n. 1859)
- 23 giugno - Viktor Michajlovič Vasnecov, pittore russo (n. 1848)
- 24 giugno - Girolamo Nerli, pittore italiano (n. 1860)
- 25 giugno - Emilio Costa, giurista italiano (n. 1866)
- 27 giugno - Cesare Capezzuoli, medico italiano (n. 1879)
- 27 giugno - Angelo Scribanti, ingegnere italiano (n. 1868)
- 27 giugno - Nicola Serino, antifascista e sindacalista italiano (n. 1876)
- 30 giugno - Lionel Royer, pittore francese (n. 1852)
- 30 giugno - Lauro Severiano Müller, politico, diplomatico e ingegnere militare brasiliano (n. 1863)
- 30 giugno - Giuseppe Salvatore Scatti, vescovo cattolico italiano (n. 1843)

## Luglio(41)
- 1º luglio - Roberto Lubelli, ammiraglio italiano (n. 1870)
- 1º luglio - Carlo Luigi Spegazzini, botanico e micologo italiano (n. 1858)
- 2 luglio - Émile Coué, psicologo e farmacista francese (n. 1857)
- 2 luglio - Kristján Jónsson, politico, giurista e giudice islandese (n. 1852)
- 4 luglio - Laura Towne Merrick, mecenate statunitense (n. 1842)
- 5 luglio - Frans Dogaer, calciatore belga (n. 1897)
- 7 luglio - Friedrich Erlenmeyer, psichiatra tedesco (n. 1849)
- 7 luglio - Fëdor Šechtel', architetto russo (n. 1859)
- 8 luglio - Osip Vasil'evič Aptekman, scrittore e rivoluzionario russo (n. 1849)
- 9 luglio - Rose Hawthorne Lathrop, religiosa statunitense (n. 1851)
- 11 luglio - Fran Detela, scrittore sloveno (n. 1850)
- 12 luglio - Gertrude Bell, archeologa, scrittrice e esploratrice britannica (n. 1868)
- 12 luglio - Ida Hofmann, pianista e pedagoga tedesca (n. 1864)
- 12 luglio - John Wingate Weeks, politico statunitense (n. 1860)
- 13 luglio - Mariano de Jesús Euse Hoyos, presbitero colombiano (n. 1845)
- 15 luglio - J. P. Postgate, latinista e grecista britannico (n. 1853)
- 16 luglio - Paul Wilhelm Keppler, vescovo cattolico tedesco (n. 1852)
- 16 luglio - Agenore Socini, architetto e urbanista italiano (n. 1859)
- 17 luglio - Hermann Bollé, architetto tedesco (n. 1845)
- 17 luglio - Charles Pierrepont, IV conte Manvers, militare, politico e nobile inglese (n. 1854)
- 17 luglio - Giulio Vigoni, ingegnere e politico italiano (n. 1837)
- 18 luglio - Tiburcio Arnáiz Muñoz, presbitero spagnolo (n. 1865)
- 19 luglio - Ada Cambridge, scrittrice e poetessa britannica (n. 1844)
- 20 luglio - Luigi Conti, militare e aviatore italiano (n. 1899)
- 20 luglio - Louis Couppé, arcivescovo cattolico francese (n. 1850)
- 20 luglio - Feliks Ėdmundovič Dzeržinskij, politico e rivoluzionario sovietico (n. 1877)
- 20 luglio - Jean Hilarion, ciclista su strada francese (n. 1892)
- 21 luglio - Enrico Gabbana, militare e aviatore italiano (n. 1901)
- 22 luglio - Willard Louis, attore statunitense (n. 1882)
- 22 luglio - Otto Wilhelm Madelung, chirurgo tedesco (n. 1846)
- 22 luglio - Friedrich von Wieser, economista e sociologo austriaco (n. 1851)
- 23 luglio - Charles Avery, attore e regista statunitense (n. 1873)
- 25 luglio - E.A. Martin, regista e sceneggiatore statunitense (n. 1875)
- 25 luglio - Henry D. McDaniel, politico statunitense (n. 1836)
- 26 luglio - Arnold Kuulman, calciatore estone (n. 1895)
- 26 luglio - Olle Lanner, ginnasta svedese (n. 1884)
- 28 luglio - Jenő Károly, calciatore e allenatore di calcio ungherese (n. 1886)
- 29 luglio - Albert Houtin, religioso e teologo francese (n. 1867)
- 29 luglio - Ella Adaïewsky, compositrice e musicologa russa (n. 1846)
- 30 luglio - Isabella Skinner Clarke-Keer, farmacista britannica (n. 1842)
- 31 luglio - Friedrich Knauer, zoologo austriaco (n. 1850)

## Agosto(33)
- 1º agosto - Jan Kasprowicz, poeta polacco (n. 1860)
- 1º agosto - Charles Amable Lenoir, pittore francese (n. 1860)
- 1º agosto - Israel Zangwill, scrittore, drammaturgo e umorista inglese (n. 1864)
- 2 agosto - Roberto Trompowsky, militare e insegnante brasiliano (n. 1853)
- 3 agosto - Albert Corey, maratoneta e mezzofondista francese (n. 1878)
- 3 agosto - Diogène Maillart, pittore francese (n. 1840)
- 4 agosto - Yun Sim-deok, cantante coreana (n. 1897)
- 4 agosto - Sultan II bin Zayed Al Nahyan, sovrano emiratino (n. 1881)
- 6 agosto - Paolina Schiff, attivista italiana (n. 1841)
- 6 agosto - Bernardo Pizzorno, vescovo cattolico italiano (n. 1861)
- 7 agosto - Ettore De Ruggiero, storico e filologo italiano (n. 1839)
- 10 agosto - Guglielmo Aurini, scrittore e critico d'arte italiano (n. 1866)
- 15 agosto - John Hall-Edwards, medico britannico (n. 1858)
- 15 agosto - David Roldán Lara, santo messicano (n. 1902)
- 16 agosto - Gustav Borgen, fotografo norvegese (n. 1865)
- 16 agosto - Emanuel Felke, medico tedesco (n. 1856)
- 18 agosto - Jean-Claude Combaz, vescovo cattolico e missionario francese (n. 1856)
- 18 agosto - Ermanno Giglio-Tos, biologo e entomologo italiano (n. 1865)
- 19 agosto - Horatio Brown, storico britannico (n. 1854)
- 19 agosto - Fred Warmbold, lottatore statunitense (n. 1875)
- 20 agosto - William Trew, rugbista a 15 gallese (n. 1879)
- 22 agosto - Charles W. Eliot, educatore statunitense (n. 1834)
- 23 agosto - Rodolfo Valentino, attore e ballerino italiano (n. 1895)
- 25 agosto - Carlo Martinelli, politico italiano (n. 1872)
- 25 agosto - Thomas Moran, pittore statunitense (n. 1837)
- 26 agosto - Ugyen Wangchuck, re bhutanese (n. 1862)
- 27 agosto - Julius Kaftan, teologo tedesco (n. 1848)
- 27 agosto - Sergej Illarionovič Vasil'čikov, nobile e ufficiale russo (n. 1849)
- 28 agosto - Jean Camille Formigé, architetto francese (n. 1845)
- 29 agosto - Ho Fook, imprenditore e filantropo cinese (n. 1863)
- 29 agosto - Stanislao Monti Guarnieri, giornalista e politico italiano (n. 1865)
- 30 agosto - Eddie Lyons, attore, regista e sceneggiatore statunitense (n. 1886)
- 30 agosto - Yasushi Nawa, entomologo giapponese (n. 1857)

## Settembre(33)
- 3 settembre - Maurice Hennequin, commediografo e librettista belga (n. 1863)
- 5 settembre - Karl Harrer, giornalista e politico tedesco (n. 1890)
- 5 settembre - Alejandro Pérez Lugín, scrittore, giornalista e regista spagnolo (n. 1870)
- 5 settembre - Martin van Maële, artista e illustratore francese (n. 1863)
- 6 settembre - Harriet Williams Russell Strong, inventrice, filantropa e attivista statunitense (n. 1844)
- 7 settembre - Francesco di Paola III Guasco Gallarati di Bisio, nobile e storico italiano (n. 1847)
- 7 settembre - Ján Meličko, compositore slovacco (n. 1846)
- 7 settembre - Guglielmo Micheli, pittore e insegnante italiano (n. 1866)
- 7 settembre - Franz Muncker, storico della letteratura tedesco (n. 1855)
- 7 settembre - Luis Sambucetti, violinista, compositore e direttore d'orchestra uruguaiano (n. 1860)
- 12 settembre - George Washington Maher, architetto statunitense (n. 1864)
- 14 settembre - John Dreyer, astronomo danese (n. 1852)
- 14 settembre - Rudolf Christoph Eucken, filosofo e scrittore tedesco (n. 1846)
- 15 settembre - Walter Pulitzer, editore, scrittore e compositore di scacchi statunitense (n. 1878)
- 17 settembre - August Sauer, germanista e storico della letteratura austriaco (n. 1855)
- 19 settembre - Anselmo Cessi, insegnante italiano (n. 1877)
- 20 settembre - Luigi Lucatello, patologo italiano (n. 1863)
- 21 settembre - Carlo Albanesi, pianista e compositore italiano (n. 1856)
- 21 settembre - Vittorio Centurione Scotto, aviatore e militare italiano (n. 1900)
- 21 settembre - Léon Charles Thévenin, ingegnere francese (n. 1857)
- 22 settembre - Carlo Pascal, latinista italiano (n. 1866)
- 22 settembre - Gerolamo Sommi Picenardi, politico italiano (n. 1869)
- 23 settembre - Paul Kammerer, biologo austriaco (n. 1880)
- 23 settembre - Giovanni Piancastelli, pittore italiano (n. 1845)
- 23 settembre - Stanislas-Arthur-Xavier Touchet, cardinale e vescovo cattolico francese (n. 1848)
- 24 settembre - Colomba Gabriel, religiosa polacca (n. 1858)
- 24 settembre - Heinrich Kostrba, aviatore austro-ungarico (n. 1883)
- 26 settembre - Robert Todd Lincoln, politico e militare statunitense (n. 1843)
- 26 settembre - José María Orellana Pinto, politico e generale guatemalteco (n. 1872)
- 26 settembre - Carlo Raggio, imprenditore e politico italiano (n. 1876)
- 28 settembre - Helen Allingham, pittrice e illustratrice britannica (n. 1848)
- 28 settembre - Sataro Fukiage, serial killer giapponese (n. 1889)
- 28 settembre - Angelo Masini, tenore italiano (n. 1844)

## Ottobre(46)
- 1º ottobre - Antonio Grossich, medico e politico italiano (n. 1849)
- 2 ottobre - Federico Cocuzza, imprenditore e politico italiano (n. 1860)
- 2 ottobre - Andrea Naccari, fisico italiano (n. 1841)
- 4 ottobre - Michel Gandoger, micologo e botanico francese (n. 1850)
- 5 ottobre - Mari Jászai, attrice ungherese (n. 1850)
- 5 ottobre - Bartolo Longo, italiano (n. 1841)
- 5 ottobre - Dorothy Tennant, pittrice inglese (n. 1855)
- 6 ottobre - Simon Bamberger, politico tedesco (n. 1846)
- 7 ottobre - Fritz Brandstetter, calciatore austriaco (n. 1891)
- 7 ottobre - Emil Kraepelin, psichiatra e psicologo tedesco (n. 1856)
- 7 ottobre - Ottorino Pianigiani, politico e lessicografo italiano (n. 1845)
- 9 ottobre - Josias von Heeringen, generale tedesco (n. 1850)
- 9 ottobre - Helena Nyblom, scrittrice, musicista e disegnatrice danese (n. 1843)
- 10 ottobre - Pierre Decourcelle, scrittore e drammaturgo francese (n. 1856)
- 11 ottobre - Albert Robida, scrittore, illustratore e giornalista francese (n. 1848)
- 12 ottobre - Edwin Abbott Abbott, scrittore, teologo e pedagogista britannico (n. 1838)
- 12 ottobre - Paul Puhallo von Brlog, generale austro-ungarico (n. 1856)
- 13 ottobre - Hans Ernst Kinck, scrittore norvegese (n. 1865)
- 14 ottobre - Florentino Álvarez Mesa, scrittore e politico spagnolo (n. 1846)
- 14 ottobre - Luigi Broggi, architetto e urbanista italiano (n. 1851)
- 15 ottobre - Mathilde Bauermeister, cantante tedesca (n. 1849)
- 15 ottobre - Chris Hooijkaas, velista olandese (n. 1861)
- 16 ottobre - Federica di Hannover, nobildonna (n. 1848)
- 17 ottobre - Édouard Naville, archeologo e egittologo svizzero (n. 1844)
- 18 ottobre - Francesco Musoni, geologo e storico italiano (n. 1864)
- 19 ottobre - Victor Babeș, batteriologo e medico romeno (n. 1854)
- 19 ottobre - Ludwig Karsten, pittore norvegese (n. 1876)
- 19 ottobre - Anton Schiesser, generale austro-ungarico (n. 1863)
- 20 ottobre - Arthur Barrett, generale britannico (n. 1857)
- 20 ottobre - Eugene Victor Debs, politico, sindacalista e attivista statunitense (n. 1855)
- 20 ottobre - Francesco Gondrand, imprenditore italiano (n. 1840)
- 20 ottobre - Suzanne Girod, tennista francese (n. 1871)
- 22 ottobre - Harry Greb, pugile statunitense (n. 1894)
- 22 ottobre - Otto Thomsen, ginnasta e multiplista statunitense (n. 1884)
- 23 ottobre - Olympia Brown, pastora protestante e attivista statunitense (n. 1835)
- 24 ottobre - Charles Marion Russell, pittore statunitense (n. 1864)
- 25 ottobre - Maria Letizia Bonaparte, principessa francese (n. 1866)
- 25 ottobre - Antonius van den Broek, avvocato e fisico olandese (n. 1870)
- 26 ottobre - Annie Speirs, nuotatrice britannica (n. 1889)
- 27 ottobre - Harry Bresslau, storico e diplomatista tedesco (n. 1848)
- 27 ottobre - Warren Wood, golfista statunitense (n. 1887)
- 30 ottobre - Luigi Venosta, funzionario e politico italiano (n. 1845)
- 31 ottobre - Harry Houdini, illusionista e attore ungherese (n. 1874)
- 31 ottobre - Marija Aleksandrovna Kolenkina, rivoluzionaria russa (n. 1850)
- 31 ottobre - Philip Schuster, ginnasta e multiplista statunitense (n. 1883)
- 31 ottobre - Anteo Zamboni, anarchico italiano (n. 1911)

## Novembre(36)
- 2 novembre - Augustin Gérard, generale francese (n. 1857)
- 3 novembre - Max Martersteig, attore teatrale, scrittore e direttore teatrale tedesco (n. 1853)
- 3 novembre - Annie Oakley, circense statunitense (n. 1860)
- 3 novembre - Maggie Weston, attrice statunitense
- 4 novembre - Albin Egger-Lienz, pittore austriaco (n. 1868)
- 4 novembre - André Wormser, compositore e banchiere francese (n. 1851)
- 7 novembre - Tom Forman, attore, regista e sceneggiatore statunitense (n. 1893)
- 8 novembre - James Keteltas Hackett, attore teatrale statunitense (n. 1869)
- 9 novembre - Ettore Molinari, chimico e anarchico italiano (n. 1867)
- 10 novembre - Wilhelm Braune, filologo e filosofo tedesco (n. 1850)
- 10 novembre - Ljubov' Dostoevskaja, scrittrice russa (n. 1869)
- 11 novembre - Walter Buchanan, calciatore inglese (n. 1855)
- 11 novembre - Antonio Massara, insegnante, etnografo e storico dell'arte italiano (n. 1878)
- 12 novembre - Joseph Gurney Cannon, politico statunitense (n. 1836)
- 15 novembre - Franz Serafin Exner, fisico austriaco (n. 1849)
- 17 novembre - Harold Vosburgh, attore statunitense
- 18 novembre - Gian Francesco Gherardini, politico italiano (n. 1838)
- 20 novembre - Salvador Vinyals i Sabaté, architetto spagnolo (n. 1847)
- 21 novembre - Ned Cummins, golfista statunitense (n. 1886)
- 21 novembre - Zofka Kveder, scrittrice e attivista slovena (n. 1878)
- 21 novembre - Raul de Leoni, poeta, scrittore e politico brasiliano (n. 1895)
- 21 novembre - Joseph McKenna, politico statunitense (n. 1843)
- 22 novembre - Halvor Steenerson, politico statunitense (n. 1852)
- 23 novembre - Anna Vertua Gentile, scrittrice italiana (n. 1845)
- 23 novembre - Georgij Georgievič Jakobson, entomologo russo (n. 1871)
- 23 novembre - Giuseppe Ria, medico italiano (n. 1839)
- 24 novembre - Leonid Borisovič Krasin, rivoluzionario, politico e diplomatico russo (n. 1870)
- 24 novembre - Roberto Rampoldi, oculista e politico italiano (n. 1850)
- 26 novembre - John Browning, progettista statunitense (n. 1855)
- 26 novembre - Eliška Krásnohorská, scrittrice, traduttrice e librettista ceca (n. 1847)
- 26 novembre - Giovanni Montauti, politico italiano (n. 1852)
- 28 novembre - Emilio Bonelli, militare, scrittore e esploratore spagnolo (n. 1854)
- 28 novembre - Takahira Kogorō, diplomatico giapponese (n. 1854)
- 28 novembre - Giulio Masnada, ebanista e intarsiatore italiano (n. 1852)
- 30 novembre - Venceslao Borzani, architetto italiano (n. 1873)
- 30 novembre - Mario Clarvy, scrittrice, poetessa e giornalista italiana

## Dicembre(40)
- 3 dicembre - Siegfried Jacobsohn, scrittore e critico teatrale tedesco (n. 1881)
- 4 dicembre - Hugh Fay, attore e regista cinematografico statunitense (n. 1882)
- 4 dicembre - Ivana Kobilca, pittrice slovena (n. 1861)
- 4 dicembre - Gian Luca Zanetti, avvocato, giornalista e editore italiano (n. 1872)
- 5 dicembre - Claude Monet, pittore francese (n. 1840)
- 8 dicembre - Sarah Doudney, scrittrice e poetessa britannica (n. 1841)
- 10 dicembre - Nikola Pašić, politico serbo (n. 1845)
- 10 dicembre - Peter Remondino, medico e avvocato italiano (n. 1846)
- 10 dicembre - Addison Emery Verrill, zoologo statunitense (n. 1839)
- 11 dicembre - Carl Magnus von Hell, chimico tedesco (n. 1849)
- 11 dicembre - William A. Tilden, chimico britannico (n. 1842)
- 11 dicembre - Giovanni Vianello, pittore e decoratore italiano (n. 1873)
- 12 dicembre - Jean Richepin, poeta, scrittore e drammaturgo francese (n. 1849)
- 13 dicembre - Alfred Emmott, I barone Emmott, economista e politico inglese (n. 1858)
- 13 dicembre - Théo van Rysselberghe, pittore belga (n. 1862)
- 15 dicembre - Giuseppe Borri, imprenditore italiano (n. 1867)
- 16 dicembre - William Larned, tennista statunitense (n. 1872)
- 17 dicembre - Lars Magnus Ericsson, inventore e imprenditore svedese (n. 1846)
- 17 dicembre - Aleksandr Dmitrievič Kastal'skij, compositore russo (n. 1856)
- 19 dicembre - Albert Bitter, arcivescovo cattolico tedesco (n. 1848)
- 20 dicembre - Giuseppe Magrini, violoncellista e compositore italiano (n. 1857)
- 20 dicembre - Diego Simonetti, ammiraglio italiano (n. 1865)
- 20 dicembre - Ettore Ximenes, scultore e illustratore italiano (n. 1855)
- 21 dicembre - Francesco Isola, vescovo cattolico italiano (n. 1850)
- 21 dicembre - Arthur Mackley, attore e regista inglese (n. 1865)
- 21 dicembre - Harold Raeburn, alpinista scozzese (n. 1865)
- 21 dicembre - Egisto Zabeo, politico italiano (n. 1856)
- 22 dicembre - Gérard Cooreman, politico belga (n. 1852)
- 22 dicembre - Daniel Gooch, esploratore gallese (n. 1869)
- 23 dicembre - Lemmo Rossi-Scotti, pittore italiano (n. 1848)
- 24 dicembre - Wesley Coe, pesista e tiratore di fune statunitense (n. 1879)
- 24 dicembre - Alexandre Promio, regista e fotografo francese (n. 1868)
- 25 dicembre - Giulio Adamoli, ingegnere, patriota e politico italiano (n. 1840)
- 25 dicembre - Frank Bizzoni, pistard italiano (n. 1875)
- 25 dicembre - Taishō, imperatore giapponese (n. 1879)
- 29 dicembre - Giuseppe D'Abundo, neurologo e psichiatra italiano (n. 1860)
- 29 dicembre - Rainer Maria Rilke, scrittore, poeta e drammaturgo austriaco (n. 1875)
- 30 dicembre - Felice Napoleone Canevaro, ammiraglio e politico italiano (n. 1838)
- 30 dicembre - Clément Huart, iranista, arabista e diplomatico francese (n. 1854)
- 31 dicembre - Baldomer Gili Roig, pittore, disegnatore e fotografo spagnolo (n. 1873)

## Senza giorno specificato(57)
- Joan Alcover, poeta, saggista e politico spagnolo (n. 1854)
- Aliyu Babba, emiro
- Andrea Becchi, pittore italiano (n. 1849)
- Robert Behrend, chimico tedesco (n. 1856)
- Victor Bendix, compositore, pianista e direttore d'orchestra danese (n. 1851)
- Giuseppe Bertucci, patriota e fotografo italiano (n. 1844)
- Eugène Buland, pittore francese (n. 1852)
- Giuseppe Cantagalli, commediografo italiano (n. 1860)
- Canko Cerkovski, poeta e scrittore bulgaro (n. 1869)
- Oreste Chilleri, scultore italiano (n. 1872)
- Giovanni Battista Chiossi, generale italiano (n. 1863)
- Luigi Chiurazzi, editore italiano (n. 1831)
- Filippo Corsini, politico italiano (n. 1873)
- Emilio Costantini, pittore e mercante d'arte italiano (n. 1842)
- Jean-François-Auguste le Dentu, chirurgo francese (n. 1841)
- Per Karl Hjalmar Dusén, ingegnere, esploratore e botanico svedese (n. 1855)
- Karl Joseph Eberth, medico tedesco (n. 1835)
- Sigmund Exner, fisiologo austriaco (n. 1846)
- William Fawcett, botanico inglese (n. 1851)
- Italiano Franchi, pittore italiano (n. 1860)
- Johannes Gad, fisiologo e neurologo tedesco (n. 1842)
- Ferdinand Gibault, scultore, incisore e medaglista francese (n. 1837)
- Juan Silvano Godoy, politico, scrittore e storico paraguaiano (n. 1850)
- Alfred Guillou, pittore francese (n. 1844)
- Geneviève Halévy, francese (n. 1849)
- Edith Harwood, scrittrice e illustratrice britannica (n. 1866)
- Ida Isori, cantante italiana (n. 1875)
- Rida Johnson Young, commediografa, librettista e compositrice statunitense (n. 1875)
- Sanzaburo Kobayashi, medico e chirurgo giapponese (n. 1863)
- Charles Krauss, attore teatrale, attore e regista francese (n. 1871)
- Paul Wilhelm Anton Krüger, giurista tedesco (n. 1840)
- Paul de La Boulaye, pittore francese (n. 1849)
- Cesare Levi, giornalista, critico teatrale e storico italiano (n. 1874)
- Carlo Maldini, imprenditore italiano (n. 1852)
- Francesco Malerba, pittore e decoratore italiano (n. 1880)
- Aldo Mezzanotte, circense e attore italiano (n. 1908)
- Marina Mora, ballerina italiana (n. 1840)
- Muana Lesa
- Yervant Odian, giornalista, romanziere e commediografo armeno (n. 1869)
- Carlo Paganini, fotografo italiano (n. 1857)
- Lorenzo Parodi, compositore e critico musicale italiano (n. 1856)
- Piero Pasquetto, tenore italiano (n. 1884)
- Arturo Pessina, baritono italiano (n. 1858)
- Eugenio Quarti, ebanista italiano (n. 1867)
- Domenico Razeti, scultore italiano (n. 1870)
- René Reinicke, illustratore e pittore tedesco (n. 1860)
- Giovanni Angelo Reycend, ingegnere italiano (n. 1843)
- Gustav Roethe, filologo tedesco (n. 1859)
- Giovanni Scarfì, scultore italiano (n. 1852)
- Otto Schönherr, chimico tedesco (n. 1861)
- Carl Swartz, politico svedese (n. 1858)
- Joseph-Noël Sylvestre, pittore francese (n. 1847)
- Henry Tenré, pittore francese (n. 1854)
- Dezső Tichovszky, calciatore ungherese
- Jeptha Homer Wade II, imprenditore statunitense (n. 1857)
- George Wittet, architetto scozzese (n. 1878)
- Alfred de Breanski, pittore britannico (n. 1852)